# Šarlatový a černý
Šarlatový a černý (orig. The Scarlet and the Black) je americký válečný film z roku 1983. Námětem mu byla kniha J. P. Gallaghera The Scarlet Pimpernel of the Vatican, pojednávající o skutečné postavě monsignora O'Flahertyho, který za druhé světové války v Římě založil a řídil podzemní organizaci, která zachránila tisíce Židů a spojeneckých vojáků uprchlých ze zajetí před pronásledováním gestapem. Hlavní postavy ztvárnili Gregory Peck a Christopher Plummer.